# Krasna Sloboda, Bilohirsk
Krasna Sloboda (în ucraineană Красна Слобода) este un sat în comuna Bahate din raionul Bilohirsk, Republica Autonomă Crimeea, Ucraina.

## Demografie
Componența lingvistică a localității Krasna Sloboda
     Tătară crimeeană (47,73%)
     Rusă (47,73%)
     Ucraineană (4,55%)
Conform recensământului din 2001, nu exista o limbă vorbită de majoritatea populației, aceasta fiind compusă din vorbitori de rusă (47,73%), tătară crimeeană (47,73%) și ucraineană (4,55%).